# Loxosoma okudai
Loxosoma okudai är en bägardjursart som beskrevs av Yamada 1956. Loxosoma okudai ingår i släktet Loxosoma och familjen Loxosomatidae. Inga underarter finns listade i Catalogue of Life.